# Лівенка (зупинний пункт)
Лі́венка — пасажирська зупинна залізнична платформа Донецької дирекції Донецької залізниці.
Розташована на крайньому півдні Макіївки, Гірницький район, Донецької області на лінії Моспине — Макіївка між станціями Моспине (16 км) та Макіївка (5 км).
Пасажирське сполучення припинено у 2009 р., здійснюється лише вантажне перевезення.